# American Arts and Crafts Movement

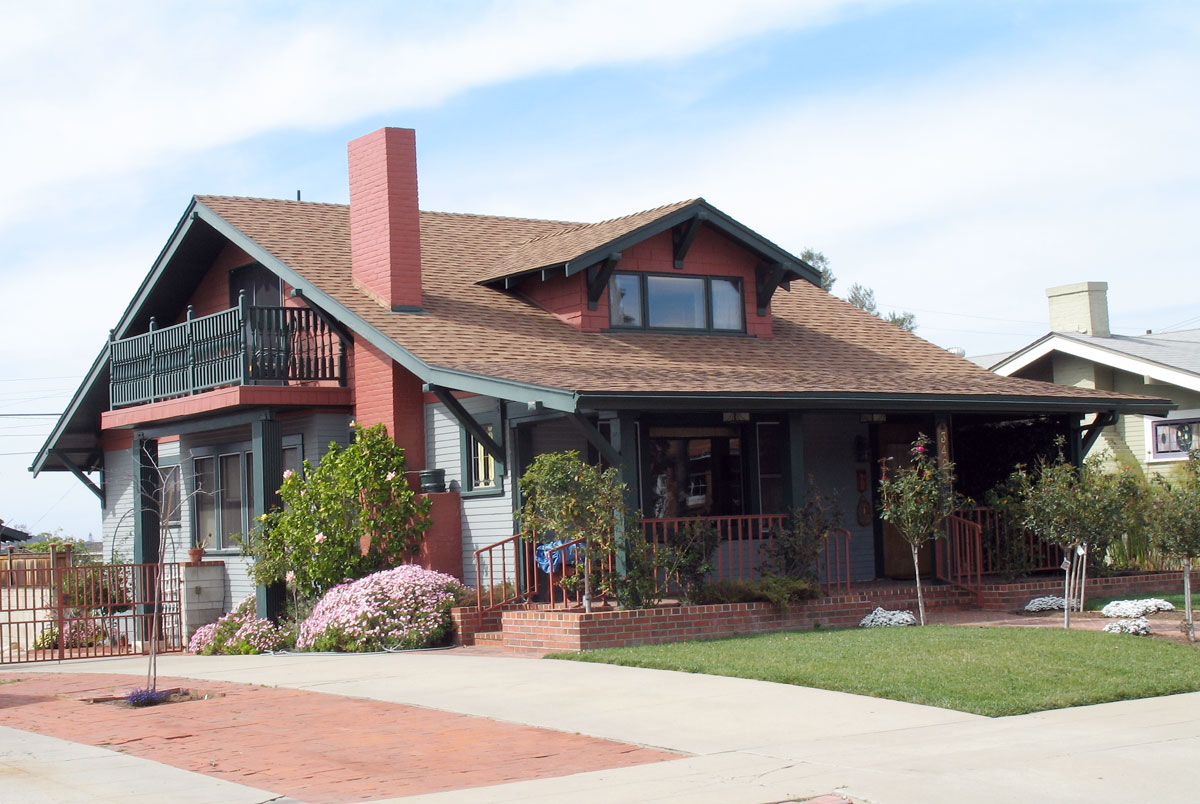
Bungalow im Craftsman Style in San Diego, Kalifornien. Craftsman-Stil-Häuser sind häufig in älteren Stadtvierteln von vielen amerikanischen Städten.

American Arts and Crafts Movement oder American Craftsman Style ist ein Stil in der amerikanischen Architektur, Innenarchitektur, Landschaftsplanung, Angewandten Kunst und der Dekorativen Kunst, der seinen Beginn in den letzten Jahren des 19. Jahrhunderts hatte. Als umfassende Design- und Kunstbewegung war er bis in die 1930er Jahre verbreitet. Darüber hinaus gab es in der dekorativen Kunst und der Architektur bis in die heutige Zeit zahlreiche Projekte, bei denen der Stil wiederbelebt bzw. aufgegriffen wurde.

## Geschichte

### Britischer Ursprung
Der amerikanische Craftsman-Stil hat seinen Ursprung in der britischen Arts-and-Crafts-Bewegung, die als eine Philosophie und ein künstlerischer Stil von William Morris in den frühen 1860er Jahren begründet wurde. Die britische Bewegung war eine Reaktion auf die industrielle Revolution, mit ihrer Missachtung des einzelnen Arbeiters und Herabwürdigung der menschlichen Arbeit. Sie war der Versuch, das Handwerk wieder aufzuwerten und den Wert der Handarbeit gegenüber der Massenproduktion hervorzuheben.
Die Arts-and-Crafts-Bewegung war auch eine Reaktion auf die eklektische, überladene Ästhetik der viktorianischen Ära. Es war eine anti-viktorianische Bewegung mit William Morris, einem überzeugten Sozialisten. Die teure Fertigung, teure Baumaterialien und die Verwendung kostenintensiver Techniken der Handfertigung bedeutete jedoch, dass die neu geschaffenen Werke der Bewegung eigentlich nur für eine wohlhabende Kundschaft reserviert waren – ein scheinbarer Widerspruch zu ihren Wurzeln in der materialistischen Dialektik und der sozialistischen Philosophie.
Die Philosophie und Ästhetik der englischen Arts-and-Crafts-Bewegung inspirierte eine Vielzahl von verwandten, aber konzeptionell eigenständigen Designbewegungen in ganz Europa sowie die American-Craftsman-Bewegung in Nordamerika.

### Entwicklung in den Vereinigten Staaten
Während die britische Bewegung eine Reaktion auf die viktorianische Epoche war, kam der Arts-and-Crafts-Stil erst zum Ende der viktorianischen Epoche. Die amerikanische Bewegung teilte die Philosophie der Reformbewegung und förderte Originalität, Einfachheit der Form, Verwendung lokaler Naturmaterialien und die Erkennbarkeit des Handwerks.
Anders als bei der Arts-and-Crafts-Bewegung in Europa wurden in Amerika durch sie auch die bescheidenen Häuser der rasch wachsenden amerikanischen Mittelschicht aufgewertet und es entstand der Craftsman-Bungalow-Stil.
Verbreitet war der Stil insbesondere von 1905 bis in die frühen 1920er Jahre. Bei kleineren Wohnhäusern war Craftsman in einigen Regionen sogar der dominante Baustil. Er entstand in Kalifornien, und bis heute finden sich dort auch die bedeutendsten Beispiele. Populäre Zeitschriften und hoch aufgelegte Kataloge mit Bauvorlagen trugen zur Verbreitung bei. Mitte der 1920er Jahre verlor der Stil an Beliebtheit, und nach 1930 wurde er kaum noch verwendet.

#### Boston-Ausstellung 1897
In den späten 1890er Jahren beschloss eine Gruppe einflussreichster Architekten, Designer und Erzieher von Boston, die Designreformen, die in Großbritannien von William Morris ins Leben gerufen wurden, nach Amerika zu bringen. Ihr erstes Treffen diente dazu, eine Ausstellung zeitgenössischer kunsthandwerklicher Objekte zu organisieren. Sie fand im Januar 1897 im Museum der schönen Künste, Boston (MFA) statt.
Bei diesem Treffen waren vor Ort: Stiftungsräte von Museen, darunter General Charles Loring, William Sturgis Bigelow und Denman Ross; Kunstsammler und Mäzene, Schriftsteller und Kunstkritiker, wie Sylvester Baxter für die Boston Evening Transcript; Künstler und Architekten, wie Ross Turner und Ralph Clipson Sturgis.
Es gelang ihnen die Eröffnung der ersten American-Arts-and-Crafts-Ausstellung im April 1897 in der Copley Hall mit über 1000 Objekten, gefertigt von 160 Handwerkern, von denen die Hälfte weiblich waren. Einige Unterstützer der Ausstellung waren: der Gründer der Harvard’s School of Architecture Langford Warren, die Sozialreformer Mrs. Richard Morris Hunt, Arthur Astor Carey und Edwin Doak Mead und der Grafik-Designer Will Bradley. In Boston erkannten Verbraucher und Hersteller das ästhetische und technische Potential des Arts-and-Crafts-Stils der Angewandten Kunst; es war der Beginn des Prozesses der Designreform.

#### Society of Arts and Crafts
Der Ausstellungserfolg brachte die Bildung der Society of Arts and Crafts im Juni 1897 mit einem Mandat zur „Entwicklung und Förderung höherer Standards im Handwerk“ hervor. Die 21 Gründer, darunter Charles Elliot Norton, setzten den Schwerpunkt auf die Beziehung von Künstlern und Designern zur Welt des Handels, um sie zu ermutigen, Werke mit Verarbeitung und Design der höchsten Qualität herzustellen.
Das Mandat der Society of Arts and Crafts mandate wurde bald zu einem Credo erweitert:

“This Society was incorporated for the purpose of promoting artistic work in all branches of handicraft. It hopes to bring Designers and Workmen into mutually helpful relations, and to encourage workmen to execute designs of their own. It endeavors to stimulate in workmen an appreciation of the dignity and value of good design; to counteract the popular impatience of Law and Form, and the desire for over-ornamentation and specious originality. It will insist upon the necessity of sobriety and restraint, or ordered arrangement, of due regard for the relation between the form of an object and its use, and of harmony and fitness in the decoration put upon it.”

„Diese Gesellschaft wurde zum Zwecke der Förderung des künstlerischen Schaffens in allen Zweigen des Handwerks gegründet. Sie soll dazu dienen, Designer und Arbeiter in gegenseitig hilfreiche Beziehungen zu bringen, und Kunsthandwerker zu ermutigen, ihre eigenen Entwürfe umzusetzen, sie zur Wertschätzung der Würde und dem Wert von gutem Design anzuregen, um moderner Ungeduld und dem Wunsch nach überladener Ornamentik und scheinbarer Originalität entgegenzuwirken. Die Gesellschaft soll sich für die Notwendigkeit von Schlichtheit und Zurückhaltung einsetzen, unter Berücksichtigung der Beziehung zwischen der Form eines Objekts und seiner Nutzung.“

#### The Craftsman
In den Vereinigten Staaten integrierte der Arts-and-Crafts-Stil lokal von Hand gefertigte, schlichte und elegante Objekte aus Holz, Glas und Metall. In der Architektur war er die Reaktion sowohl auf die Opulenz der viktorianischen Architektur als auch auf die zunehmend verbreitete Massenproduktion von Wohnraum. Er integriert eine sichtbare robuste Struktur mit klaren Linien und natürlichen Materialien.
Der Name der Bewegung American Craftsman stammte von der populären Zeitschrift The Craftsman, gegründet im Jahr 1901 von dem Philosophen, Designer, Möbelhersteller und Herausgeber Gustav Stickley. Der Magazin stellte Haus- und Möbelentwürfe von Harvey Ellis, der Greene und Greene Company und anderer vor. Die Entwürfe, von den Idealen der britischen Bewegung beeinflusst, waren inspiriert von spezifisch amerikanischen Vorläufern wie Shaker-Möbel, dem Mission Revival Style und dem anglo-japanischen Stil. Die Betonung der Originalität des Künstlers und Handwerkers führte zu dem späteren Designkonzept der 1930er Jahre, dem Art déco.

#### Prominente Vertreter
Für die Entstehung des Stils waren maßgeblich die Brüder Charles und Henry Greene verantwortlich, die eine handwerkliche Ausbildung besaßen und einerseits von der englischen Arts-and-Crafts-Bewegung und andererseits von der asiatischen Holzarchitektur beeinflusst waren. Von 1893 bis 1914 führten sie in Pasadena ein Unternehmen Greene and Greene, das um 1903 begann, einfache Bungalows im Craftsman-Stil zu entwerfen. Bis 1909 hatten Greene and Greene eine Reihe stilbildender Exemplare entworfen und erbauen lassen, die sie als „Ultimative Bungalows“ bezeichneten. Die neuen Craftsman-Häuser erlangten Präsenz in hoch aufgelegten Zeitschriften wie Western Architect, The Architect, House Beautiful, Good Housekeeping, Architectural Record, Country Life in America und Ladies' Home Journal und fanden von hier aus Eingang in einschlägige Bauplankataloge (pattern books). Einer relativ kleinen Zahl von Craftsman-Häusern, die höchste architektonische Ansprüche erfüllten (high-style interpretations) und in Kalifornien auch als „Western Stick Style“ bezeichnet wurden, standen ungezählte einfachere Versionen gegenüber, die auch für Durchschnittskäufer erschwinglich waren („California Bungalows“).
Hier einige der Ultimate Bungalows:

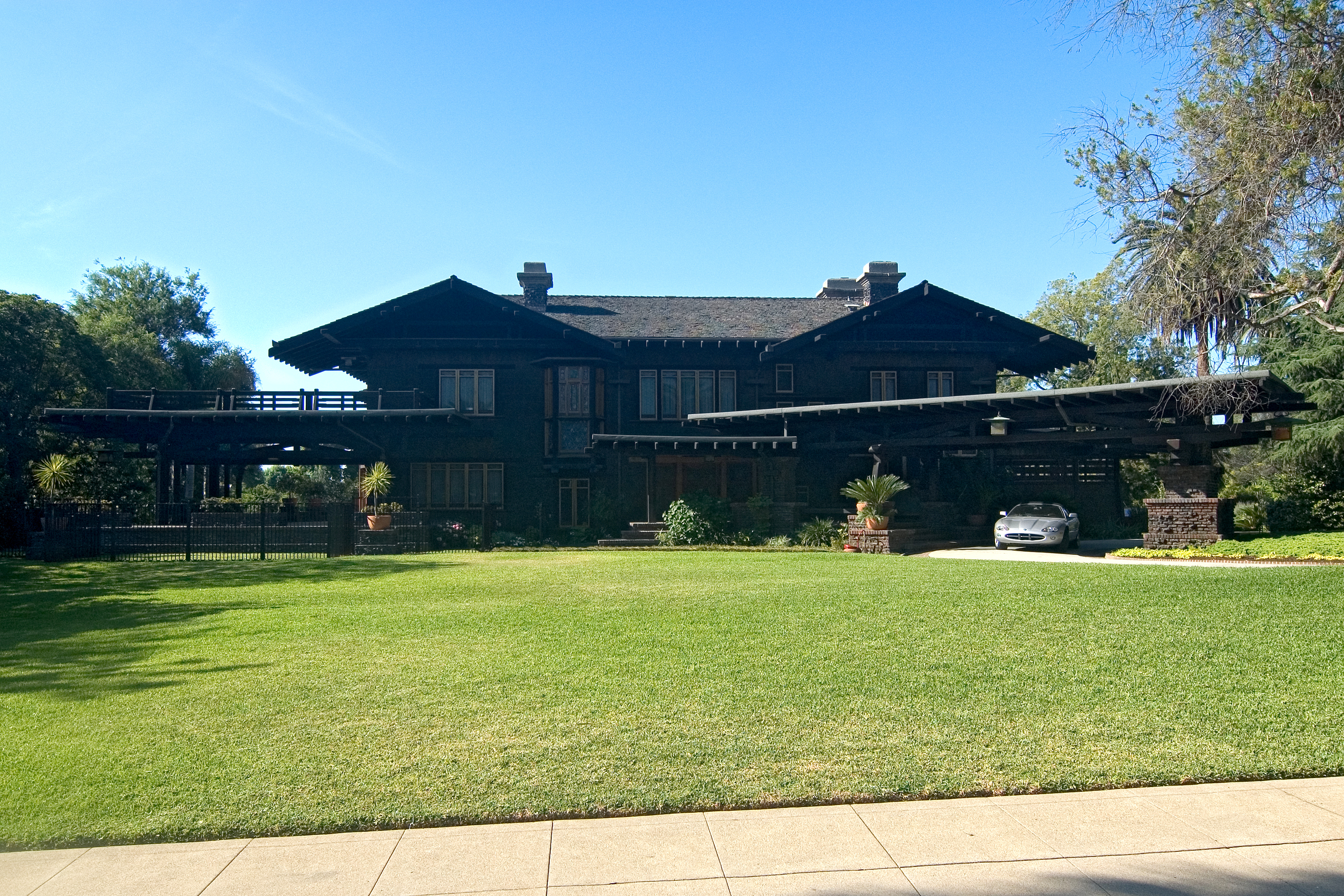
Blacker House (Pasadena, 1907)
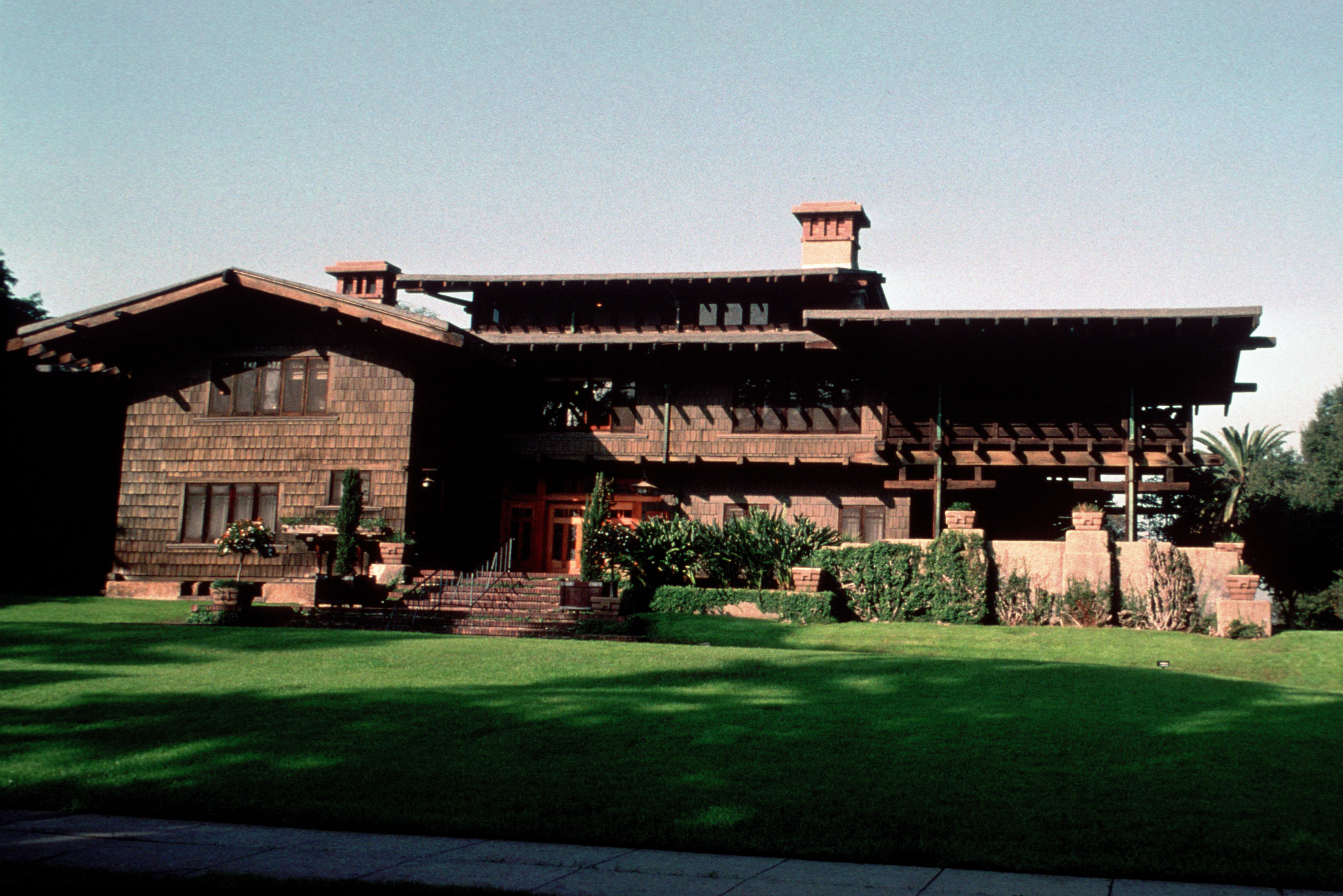
Gamble House (Pasadena, 1909)
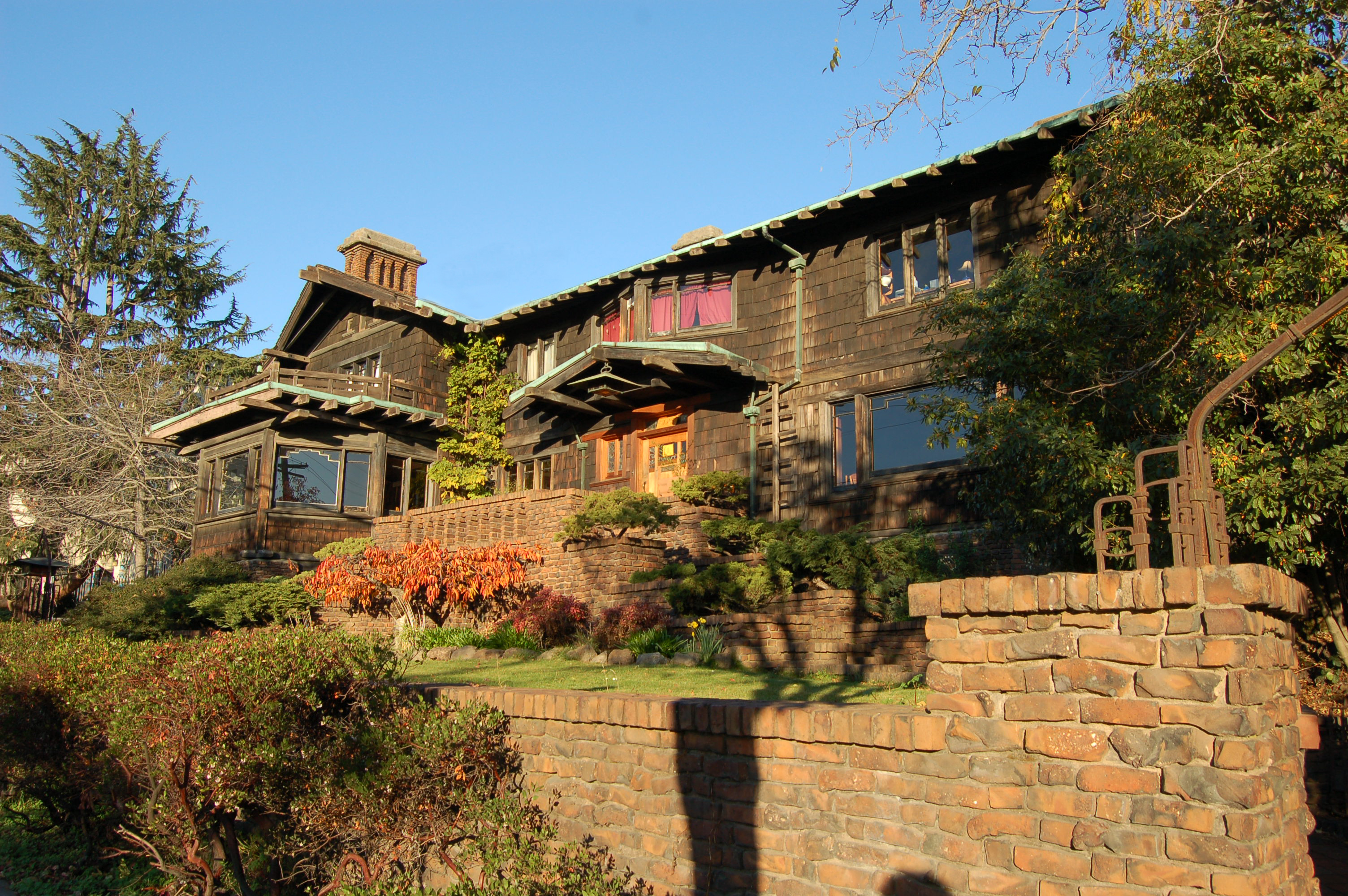
Thorsen House (Berkeley, 1909)
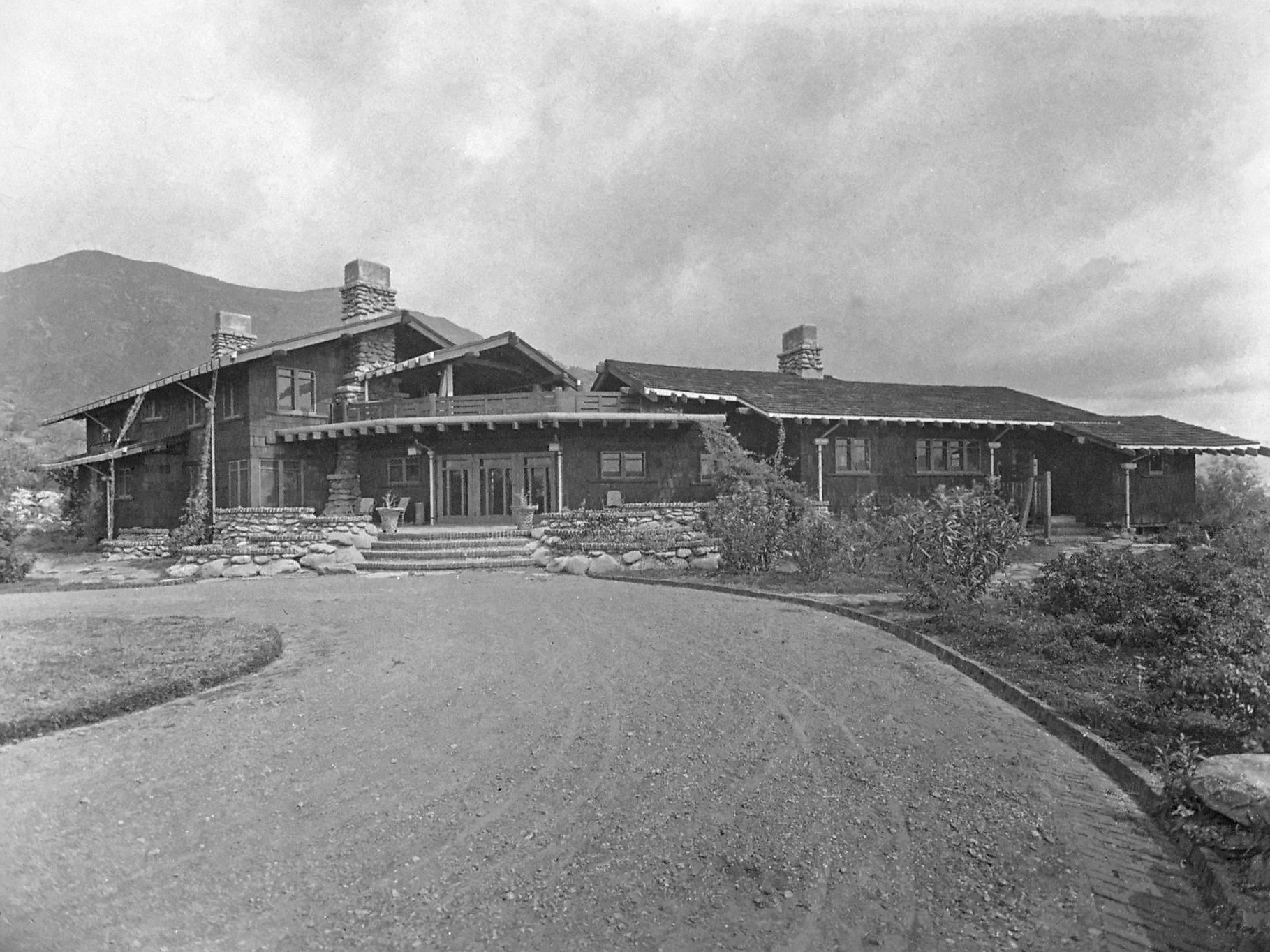
Pratt House (Ojai, 1909)

In Nordkalifornien sind die Architekten Bernard Maybeck mit der Swedenborgian Church (San Francisco, Kalifornien), Julia Morgan mit Asilomar Conference Grounds und Mills College für ihre gut geplanten und detaillierten Projekte im Craftsman-Stil bekannt. Viele andere Designer und Projekte repräsentieren den Stil in der Region.
In San Diego, Kalifornien, war der Stil auch sehr beliebt. Architekt David Owen Dryden entwarf und baute viele Craftsman-Bungalows im Nordparkdistrikt (jetzt Dryden Historic District).
Das 1905 erbaute Marston House von George Marston im Balboa Park, San Diego, wurde von den lokalen Architekten Irving Gill und William Hebbard konzipiert.
Frank Lloyd Wright, einer der wichtigsten und produktivsten Architekten von Häusern in den USA, war einer den Begründer des Prairie-School-Stils, welcher als eine organische Architektur Folge von sowohl der amerikanischen Craftsman-Stil-Ästhetik als auch von seiner Philosophie für Qualität des Mittelklasse-Hausdesign war. Wrights Aktivitäten umfassten den viktorianischen Stil, die Chicagoer Schule, American Craftsman, Prairie School, den Internationalen Stil und Moderne Bewegungen. Das Robie House ist ein Beispiel für seine amerikanischen, vom Craftsman-Stil inspirierten Prairie-School-Werke.
In den frühen 1900er Jahren baute Entwickler Herberg J. Hapgood eine Anzahl von Craftsman-Stil-Häusern, viele mit Stuck, am Seeufer-Bezirk Mountain Lakes, New Jersey. Die Bewohner wurden Lakers genannt, obwohl Hapgood letztlich in Konkurs ging. Die Häuser folgten prägnanten Stilrichtungen, darunter Bungalows und Chalets.

## Architektonisches Konzept

### Hintergrund

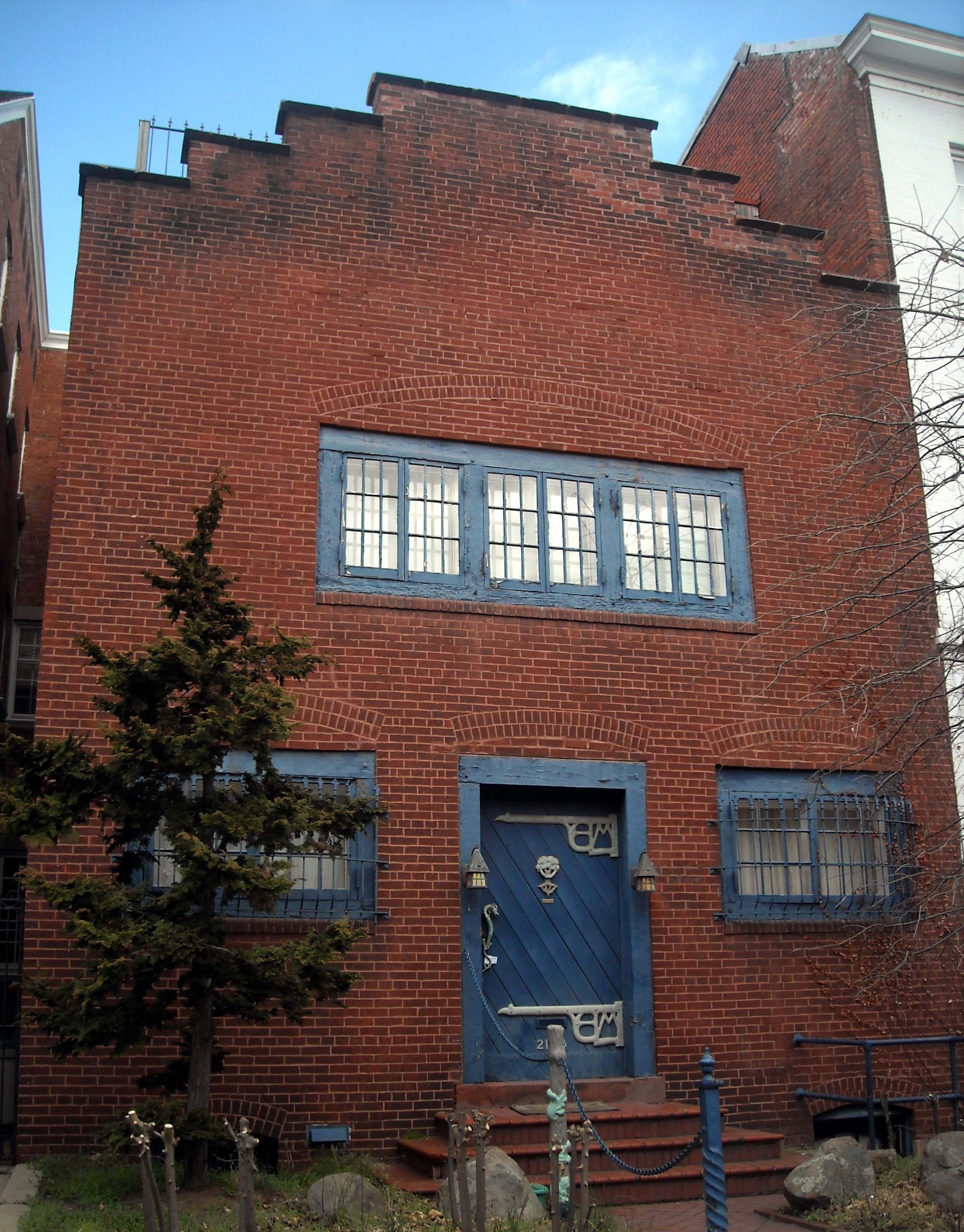
Das Edward Lind Morse Studio aus dem Jahr 1902 in Sheridan-Kalorama, Washington, D.C., ist eine Arbeit von Hornblower & Marshall

Verschiedene Entwicklungen in der amerikanischen Innenarchitektur der Periode sind nicht nur auf Veränderungen in Geschmack und Stil zurückzuführen, sondern auch auf die Verschiebung des Mäzenatentums von der Ober- zur Mittelschicht. Der amerikanische viktorianische Stil hat typischerweise die Form eines zweistöckigen quadratischen Hauses mit Walmdach, versteckt hinter einer Vielzahl von zweistöckigen Buchten; mit Giebeln sowie achteckigen oder runden Türmchen und rundherum verlaufenden Veranden präsentiert er eine komplexe Fassade. Typischerweise wurde das Ausgangsquadrat des Hauses ergänzt durch einen hinteren Trakt mit eigenem Eingang und Treppenhaus, wo die Küche, Speisekammer, Waschküche im ersten Stock und die Zimmer der Dienstboten im zweiten Stock untergebracht waren. Ausgestattet mit qualitativ minderwertigen Holzarbeiten und Baustoffen sowie deutlich kleineren Schlafzimmern und niedrigeren Raumhöhen verkörperte der viktorianische Dienstbotenflügel die Auffassung der aristokratischen Klasse der Alten Welt über die Standesunterschiede.
Mit Entfernung der großen Buchten, Türmchen und der hinteren Flügel, mit der Vereinfachung der Veranda und der Absenkung der Decken wird aus einem Haus im amerikanischen Queen Anne Style ein Foursquare. Die bürgerliche Hausfrau der Ära hatte keine Hausangestellten (zumindest keine im selben Haus wohnenden) und ist bestrebt, viel, wenn nicht alles im Haushalt und die Kindererziehung selbst zu machen. Diese zusätzlichen Rollen machten es wichtig, dass die Küche in das Haupthaus integriert und mit einfachen Sichtachsen zu den gemeinsamen Räumen im Erdgeschoss (Ess- und Wohnzimmer) sowie auf den Hinterhof verbunden wurde. Üblicherweise wurde der Hauswirtschaftsraum des viktorianischen Zeitalters durch Esszimmer-Mobiliar ersetzt, das oft aus Einbauschränken bestand und so heimischen Designern die Möglichkeit gab, Holz- und Glashandwerkskunst in die öffentliche Ansicht des Hauses zu integrieren.
Ein weiteres Detail, das sich aus der Klassenverschiebung der Zeit entwickelte, war die eingebaute Essecke in der Küche. Die  viktorianische Küche der früheren Ära ließ der Familie keinen Blick auf die tägliche Hausarbeit. Sie hatte typischerweise einen Arbeitstisch (mit dem Zweck entsprechender moderner Arbeitsplatten), an dem die Bediensteten aßen, nachdem sie der Familie die Mahlzeit serviert und die Küche aufgeräumt hatten. Die viktorianische Küche hatte keinen richtigen Platz zum Sitzen, Essen etc. für ein Familienmitglied. Auch hier, seit die Hausfrau der Craftsman-Ära das Familienessen selbst zubereitete, wich die viktorianische Küche einem Konzept als das Herz des familiären Alltags. Die Essecke war oft unter einem Fenster oder in einer eigenen Nische angeordnet und als Treffpunkt für die Familie zu jeder Tageszeit vorgesehen, vor allem während der Nahrungszubereitung.

### Typische Designmerkmale

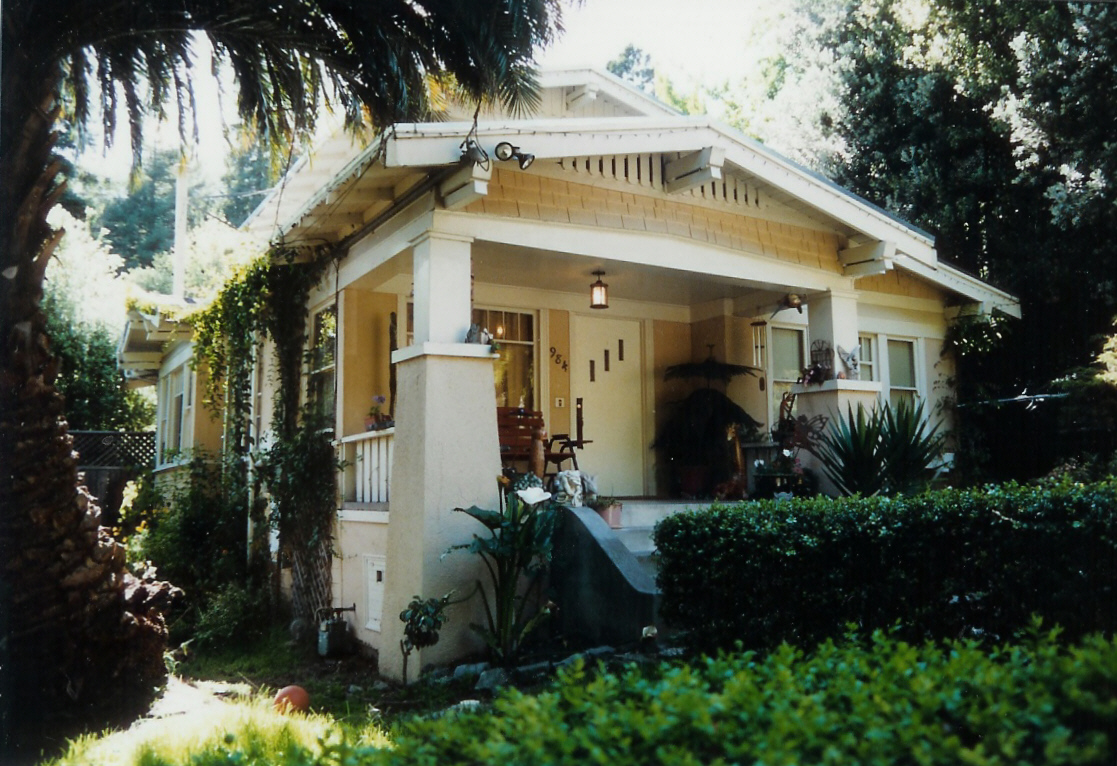
Typisches Einfamilienhaus im Craftsman-Stil in Kalifornien

Kennzeichen des Craftsman-Stils sind Satteldächer mit geringer Schräge und weitem Überstand. Die Sparren liegen am Dachrand frei und sind niemals verkleidet (boxed); unter den Giebeln liegen auch die Pfetten entweder frei oder es sind falsche, rein dekorative Pfetten angebaut. An der Fassadenseite überspannt das Hauptdach meist eine Veranda, die die gesamte Breite des Hauses einnehmen kann. Das Dach stützt sich hier auf zwei sich nach oben verjüngende, im Grundriss quadratische Säulen, die oft auch dann bis zum Bodenniveau herunterreichen, wenn die Veranda über eine Treppe erreicht wird. Craftsman-Häuser sind gewöhnlich 1- oder 1½-geschossig, seltener 2-geschossig.
Je ein Drittel der Craftsman-Häuser haben entweder einen Frontgiebel oder Seitengiebel. Etwas seltener sind Beispiele mit Kreuzgiebel, und ein Walmdach findet sich auf weniger als 10 % aller Craftsman-Häuser.
Weitere typische Merkmale:
- 4-in-1- oder 6-über-1-Doppel-Drehfenster
- Gestaltungselemente des Frank Lloyd Wright
- handgefertigte Stein- oder Holzarbeiten
- Materialmix im gesamten Bauwerk

### Wirkung
Einige Merkmale der Craftsman-Stils sind nach dem Ende des Zweiten Weltkrieges in den Contemporary-Stil eingeflossen, darunter insbesondere die Dachgestaltung.